# Kekaumenos
Kekaumenos (Κεκαυμένος; ? – koniec XI w.) – bizantyński autor Strategikona. Potomek bojara Dymitara Polemarchosa.
Autor dzieła z zakresu wydarzeń historycznych związanych z bułgarską historią, w szczególności odnoszących się do okresu panowania cara Symeona I oraz cara Samuela.